# Antoine-Laurent Baudron
Antoine-Laurent Baudron   (Amiens, 15 de maig de 1742 - París, 1834) fou un músic i compositor francès.
Baudron després d'ésser estudiant al col·legi jesuïta d'Amiens, va estudiar el violí a París amb Pierre Gaviniés.
Va ocupar un lloc de violinista a l'orquestra de la "Comédie-Française", el 1763 es va convertir en el primer violí i director de direcció el 1766. Aquesta responsabilitat incloïa els arranjaments musicals necessaris durant les actuacions. Col·labora amb Beaumarchais per a la música original de El barber de Sevilla (1770) amb el famós Je suis Lindor (trobat a les dotze variacions K. 354/299a de Mozart), Pygmalion de Rousseau (1780) i Les noces de Figaro, encara de Beaumarchais (1784). Es considera que el seu opus 3 (1768) és el primer quartet de corda conegut d'un compositor francès.
Si és veritat que va compondre poc després de la revolució, va ser molt venerat a la "Comédie-Française". Es va retirar el 1822, amb una pensió igual al seu sou. Va ser succeït pel també compositor Léopold Aimon (1779-1866).